# San Francisco de Opalaca
San Francisco de Opalaca är en kommun i Honduras.   Den ligger i departementet Departamento de Intibucá, i den västra delen av landet, 130 km väster om huvudstaden Tegucigalpa. Antalet invånare är 7 026.